# Финале Купа Мађарске у фудбалу 1964.
Финале Мађарског купа 1964. је одлучило о победнику мађарског купа 1964. било је 25. финале серије. Финале је одиграно између будимпештанског Хонведа и екипе Ђер ЕТО−а. Утакмица је одигранау Будимпешти, на Непстадиону, 7. новембра 1964. године. Победила је екипа Хонведа и овом победом Хонвед је освојио трофеј по други пут у својој историји.

## Историја
Пре меча, Тихи из Хонведа се мучио са повредом стопала, а Карољ Палотаи из Ђера је имао повреду мишића. Потоњи је због тога пропустио финале.
Изјаве пре утакмице
Пре годину дана смо покушавали да урадимо три ствари. Па, одлично смо се показали у првенству, били смо у трци за титулу шампиона, али смо лоше прошли у КЕК-у, јер смо елиминисани у првој утакмици. А сада долази финале МНК-а! Освајање купа би био велики морални успех!— Михаљ Кишпетер, главни тренер Бп. Хонведа.
Због Палотаијевог повлачења, морам да променим састав задњих формација. Десни бек Киш ће се померити напред у заштитни пар поред Матеа, а Изаки ће заузети његово место. Састав нападачке линије ће се такође променити, а Такач ће вероватно добити реч. Знаци нису баш охрабрујући, али екипа обично добро игра против екипе Кишпешта. Надам се да ће и овог пута успети.— Нандор Хидегкути, главни тренер Ђера.

### Пут до финала
Бп. Хонвед и Ђер ЕТО су стигли до финала серије. Оба тима су ушла у такмичење у првом колу националне главне табеле (најбољих 256).
Напомена: У свим доле наведеним резултатима прво се даје резултат финалисте
| Хонвед Бп.                               | Хонвед Бп.       |              | ЕТО Ђер                        | ЕТО Ђер          |
| ---------------------------------------- | ---------------- | ------------ | ------------------------------ | ---------------- |
| Противник                                | Коначан резултат | Коло         | Противник                      | Коначан резултат |
| МЕДОС Кишкунхалаш (НБ III.)              | 4–1              | 1. коло      | ФК Текстил Шопрон (НБ III.)    | 3–1              |
| Кинижи Дунаујварош (Жупанијска I.)       | 8–0              | 2. коло      | МЕДОС Чепрег (Жупанијска I.)   | 5–0              |
| МЕДОС Бачалмаш (Жупанијска II.)          | 8–0              | 3. коло      | Дожа Ђер (НБ II.)              | 6–2              |
| МАВ Елере Секешфехервар (НБ II.)         | 4–1              | 4. коло      | Дожа Залаегерсег (НБ II.)      | 3–2              |
| Хонвед Буда Антал Нађ ШЕ (Будимпешта I.) | 4–0              | 5. коло      | Ерцбањас Печуј (Жупанијска I.) | 6–3              |
| Ујсегед ТЦ (НБ III.)                     | 1–0              | Четвртфинале | Бањас Дорог (НБ I.)            | 1–0              |
| Тештверишег (Будимпешта I.)              | 3–0              | Полуфинале   | Ференцварош (НБ I.)            | 2–0              |

## Финална утакмица
| Хонвед Будимпешта | 1 : 0    | Ђер ЕТО |
| ----------------- | -------- | ------- |
| Имре Комора 15’   | Извештај |         |

| Бп. Хонвед:    |  |                |     |
|                |  |                |     |
| Г              |  | Бела Такач     |     |
| О              |  | Ласло Мароши   |     |
| О              |  | Ференц Шипош   |     |
| О              |  | Золтан Дудаш   |     |
| СР             |  | Ференц Ногради |     |
| СР             |  | Иштван Ваги    |     |
| Н              |  | Антал Нађ      |     |
| Н              |  | Имре Комора    | 15’ |
| Н              |  | Лајош Тихи     |     |
| Н              |  | Калман Тот     |     |
| Н              |  | Шандор Катона  |     |
| Менаџер:       |  |                |     |
| Михаљ Кишпетер |  |                |     |

| Ђер ЕТО:         |  |                |  |
|                  |  |                |  |
| Г                |  | Ласло Тот      |  |
| О                |  | Ласло Ижаки    |  |
| О                |  | Арпад Орбан    |  |
| О                |  | Ласло Тамаш    |  |
| СР               |  | Золтан Киш     |  |
| СР               |  | Јанош Мате     |  |
| Н                |  | Ласло Кегловић |  |
| Н                |  | Лајош Такач    |  |
| Н                |  | Ласло Орос     |  |
| Н                |  | Иштван Коршош  |  |
| Н                |  | Ласло Поважаи  |  |
| Менаџер:         |  |                |  |
| Нандор Хидегкути |  |                |  |

Изјаве после утакмице
Било је то више мучење, барем са наше стране, него лепа утакмица. Скоро двомесечна пауза се одразила на укупни учинак мог тима.— Михаљ Кишпетер, главни тренер Бп. Хонведа.
Учинак момака је био охрабрујући за мене пре утакмице Европског купа. Осећам да је и наш резервни тим добро играо, али не можете пропустити толико шанси некажњено.— Нандор Хидегкути, главни тренер Ђера.